# Systaria bohorokensis
Systaria bohorokensis là một loài nhện trong họ Miturgidae.
Loài này thuộc chi Systaria. Systaria bohorokensis được Christa L. Deeleman-Reinhold miêu tả năm 2001.